# گمینا ورونکی
گمینا ورونکی (به لهستانی:  Gmina Wronki) یک گمینا در لهستان است که در شهرستان شاموتوو واقع شده‌است. گمینا ورونکی ۳۰۲٫۰۷ کیلومتر مربع مساحت و ۱۸٬۷۱۳ نفر جمعیت دارد.